# Kondáraina
Kondáraina (Kontaraina) är en ort i Grekland.   Den ligger i prefekturen Lefkas och regionen Joniska öarna, i den västra delen av landet, 280 km väster om huvudstaden Aten. Kondáraina ligger 108 meter över havet och antalet invånare är 168. Den ligger på ön Lefkas.
Terrängen runt Kondáraina är huvudsakligen kuperad, men norrut är den bergig. Havet är nära Kondáraina söderut.  Närmaste större samhälle är Nidri, 11,2 km nordost om Kondáraina. 